# Fasta Åland

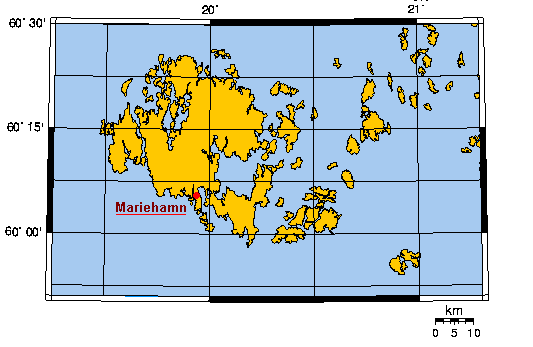
Fasta Åland

Fasta Åland (em finlandês:  Manner-Ahvenanmaa ou Ahvenanmanner) é a maior e mais povoada ilha de Åland, um arquipélago no Mar Báltico que é uma província autónoma da Finlândia. A capital de província, Mariehamn, fica nesta ilha.
A ilha tem área de 685 km², sendo a 3.ª maior da Finlândia.